# Armageddon (álbum de Equilibrium)
Armageddon é o quinto álbum de estúdio da banda alemã de folk metal Equilibrium. O guitarrista, produtor e compositor René Berthiaume considera Armageddon um trabalho mais pesado com letras mais obscuras que os lançamentos anteriores da bandas. O disco tem também um uso maior de letras em inglês. René disse que a banda concluiu que algumas canções funcionariam melhor cantadas em inglês.

## Informações das canções
A faixa de abertura "Sehnsucht" contém uma citação de Albert Einstein sobre a guerra e o instinto guerreiro humano. "Katharsis" contém uma letra que René considera "bastante sóciocrítica" e marca o primeiro uso da banda de um dobro. "Heimat" fala sobre como cada um pode se sentir em casa, não só onde ele nasceu e cresceu, mas simplesmente em todo lugar. René estava inicialmente inseguro quanto a desenvolver "Born to Be Epic", mas sua namorada o convenceu a fazê-lo e a canção acabou virando uma das favoritas da banda.
René considera "Zum Horizont" uma faixa rápida e pesada influenciada pela música dos Balcãs. "Rise Again" foi originalmente escrita logo após o lançamento de Sagas, mas que foi deixada de fora dos álbuns subsequentes por ser "muito contemporânea". Parte dela já havia sido gravada em 2009, incluindo algumas flautas tocadas por um músico de rua equatoriano que a banda conheceu em Munique. "Helden" faz referências a videogames clássicos; alguns membros da banda são, eles mesmos, fãs de jogos.
"Koyaaniskatsi" foi quase deixada de fora do álbum, devido a dúvidas da banda quanto aos vocais a serem usados na mesma. No entanto, quando René ouviu Wenn der Wald Spricht (lit. "Quando a Floresta Fala"), um áudiolivro de um amigo dele, ele encontrou algumas gravações que poderiam se adequar ao trabalho. Ela tem como objetivo conscientizar as pessoas sobre o uso de animais na fabricação de produtos. De acordo com René, "nós não queremos agir como uma banda straight edge. Não seria possível porque temos membros que gostam de beber e de comer carne. Mas a coisa mais importante é que as pessoas acordem e pensem sobre este assunto". "Eternal Destination" reflete sobre como a humanidade arruinou a Terra, o meio ambiente, os animais e ela própria nas últimas décadas, mas a faixa também expressa um vislumbre de esperança. Ela também marca a segunda participação vocal da  filha do vocalista Robert Dahn, Charly, em um álbum do Equilibrium.

## Lista de faixas
| N.º | Título                                     | Duração |  |
| 1.  | "Sehnsucht" (Desejo)                       | 2:58    |  |
| 2.  | "Erwachen" (Despertar)                     | 4:33    |  |
| 3.  | "Katharsis" (Catarse)                      | 5:11    |  |
| 4.  | "Heimat" (Terra Natal)                     | 4:23    |  |
| 5.  | "Born to Be Epic" (Nascido Para Ser Épico) | 4:04    |  |
| 6.  | "Zum Horizont" (Para o Horizonte)          | 4:12    |  |
| 7.  | "Rise Again" (Nascer de Novo)              | 3:51    |  |
| 8.  | "Prey" (Presa)                             | 4:53    |  |
| 9.  | "Helden" (Heróis)                          | 4:35    |  |
| 10. | "Koyaaniskatsi" (Vida Fora de Equilíbrio)  | 4:10    |  |
| 11. | "Eternal Destination" (Destinação Eterna)  | 7:21    |  |

## Créditos
Equilibrium
- Robert "Robse" Dahn – vocais
- René Berthiaume – guitarra, teclado, produção
- Tuval "Hati" Refaeli – bateria
- Dom R. Crey – guitarra, vocais
- Defesa Solvalt – baixo

## Paradas
| Parada (2016)                         | Maior posição |
| ------------------------------------- | ------------- |
| Áustria (Ö3 Austria Top 40)           | 20            |
| Bélgica (Ultratop Flandres)           | 125           |
| Bélgica (Ultratop Valônia)            | 77            |
| French Albums (SNEP)                  | 191           |
| Alemanha (Offizielle Deutsche Charts) | 5             |
| Suíça (Schweizer Hitparade)           | 11            |